# Justin Roberts
Justin Jason Roberts (Chicago, 29 december 1979) is een Amerikaans professioneel worstelomroeper die werkzaam is bij All Elite Wrestling (AEW). Hij was vooral bekend van zijn tijd bij WWE. Roberts werkte vooral veel op televisieprogramma's van WWE zoals Raw, SmackDown, ECW en Superstars. Op 13 oktober 2014 koos WWE op zijn contract niet te verlengen. Roberts ging daarna werken aan zijn autobiografie.